# عقرب آبی
عقرب آبی (نام علمی: Nepa) نام یک سرده از راسته نیم‌بالان است.